# Вулканско стакло
Вулканско стакло ствара се при врло брзом хлађењу лаве, када, услед наглог пада температуре, лавично-магматски растоп не може да кристалише, већ очврсне као стакло. Вулканска стакла могу бити веома разноврсна, и према хемизму и према структурно-текстурним карактеристикама, и, што је врло значајно, према садржају воде. 
Према садржају воде, вулканска стакла се деле на: опсидијане, пехштајне и перлите.
Опсидијан је термин за стакла, састава од риолита до андезита, са садржајем до 1% воде. Карактерише се црном бојом и глатким шкољкастим преломом. На танким ивицама је прозрачан. Од диспергованог хематита може да има црвенкасту боју. Каткад се у њему запажа и смер течења лаве, нарочито када садржи веома ретке фенокристале кварца и фелдспата.
Пехштајн је вулканско стакло риолитског састава и смоластог сјаја. У пехштајну може бити и до 10% воде. Боје су различите – тамносиве, мрке, црвене и зелене. У танким пресецима је прозрачан.
Перлити су стакла која поред осталих компонената садрже и хидратациону воду, која је секундарна. У групу перлита спадају и пловућци, природно набубрела вулканска стакла. Ове шупљикаве стене које пливају по води (по чему су и добиле име) настале су хлађењем лаве која је у завршној фази консолидације била обогаћена лакоиспарљивим компонентама. 
Ако вулканска стакла садрже и изесну количину фенокристала, тада чине прелаз према нормалним лавама, и онда се називају витрофирима. Према техничкој класификацији, стаклом се сматрају стене са највише 5% фенокристала.